# كونور ميرفي
كونور ميرفي (بالإنجليزية: Conor Murphy) هو سياسي بريطاني، ولد في 10 يوليو 1963 في المملكة المتحدة. حزبياً، نشط في شين فين.

## مناصب
- انتخب عضو الجمعية التشريعية الرابعة لأيرلندا الشمالية ‏ عن دائرة Newry and Armagh (Assembly constituency) [الإنجليزية]‏ وقد انضم خلال فترته النيابية ‏ (8 يونيو 2015 – 24 مارس 2016)  للكتلة البرلمانية شين فين.
- في انتخابات الجمعية التشريعية لأيرلندا الشمالية، 1998 [الإنجليزية]‏، انتخب عضو الجمعية التشريعية الأولى لأيرلندا الشمالية عن دائرة Newry and Armagh (Assembly constituency) [الإنجليزية]‏ وقد انضم خلال فترته النيابية ‏ (25 يونيو 1998 – 28 أبريل 2003)  للكتلة البرلمانية شين فين.
- في انتخابات الجمعية التشريعية لأيرلندا الشمالية، 2003 [الإنجليزية]‏، انتخب عضو الجمعية التشريعية الثانية لأيرلندا الشمالية عن دائرة Newry and Armagh (Assembly constituency) [الإنجليزية]‏ وقد انضم خلال فترته النيابية ‏ (26 نوفمبر 2003 – 30 يناير 2007)  للكتلة البرلمانية شين فين.
- في انتخابات الجمعية التشريعية لأيرلندا الشمالية، 2007 [الإنجليزية]‏، انتخب عضو الجمعية التشريعية الثالثة لأيرلندا الشمالية عن دائرة Newry and Armagh (Assembly constituency) [الإنجليزية]‏ وقد انضم خلال فترته النيابية ‏ (9 مارس 2007 – 24 مارس 2011)  للكتلة البرلمانية شين فين.
- في انتخابات الجمعية التشريعية لأيرلندا الشمالية، 2011 [الإنجليزية]‏، انتخب عضو الجمعية التشريعية الرابعة لأيرلندا الشمالية ‏ عن دائرة Newry and Armagh (Assembly constituency) [الإنجليزية]‏ وقد انضم خلال فترته النيابية ‏ (6 مايو 2011 – 1 يوليو 2012)  للكتلة البرلمانية شين فين.
- في 2016 Northern Ireland Assembly election [الإنجليزية]‏، انتخب Member of the 5th Northern Ireland Assembly ‏ عن دائرة Newry and Armagh (Assembly constituency) [الإنجليزية]‏ وقد انضم خلال فترته النيابية ‏ (7 مايو 2016 – 26 يناير 2017)  للكتلة البرلمانية شين فين.
- في انتخابات جمعية أيرلندا الشمالية 2017 [الإنجليزية]‏، انتخب Member of the 6th Northern Ireland Assembly ‏ عن دائرة Newry and Armagh (Assembly constituency) [الإنجليزية]‏ وقد انضم خلال فترته النيابية ‏ (3 مارس 2017 – )  للكتلة البرلمانية شين فين.
- في الانتخابات العامة في المملكة المتحدة 2005، انتخب عضو برلمان المملكة المتحدة الـ54 عن دائرة نيوري وآرماه وقد انضم خلال فترته النيابية ‏ (5 مايو 2005 – 12 أبريل 2010)  للكتلة البرلمانية شين فين.
- في انتخابات المملكة المتحدة لعام 2010، انتخب عضو برلمان المملكة المتحدة الـ55 عن دائرة نيوري وآرماه وقد انضم خلال فترته النيابية ‏ (6 مايو 2010 – 30 مارس 2015)  للكتلة البرلمانية شين فين.
- انتخب Minister for Regional Development ‏ (8 مايو 2007 – 16 مايو 2011).